# Derventa
Derventa (cyr. Дервента) – miasto w Bośni i Hercegowinie, w Republice Serbskiej, siedziba gminy Derventa. W 2013 roku liczyło 11 076 mieszkańców.
W mieście rozwinął się przemysł spożywczy, drzewny oraz obuwniczy.